# Porto Vitória
Porto Vitória is een gemeente in de Braziliaanse deelstaat Paraná. De gemeente telt 3.833 inwoners (schatting 2009).

## Aangrenzende gemeenten
De gemeente grenst aan Bituruna, General Carneiro, União da Vitória en Porto União (SC).